# Кічиєр
Кічиє́р (рос. Кичиер, марій. Кӱчыкъер) — селище у складі Волзького району Марій Ел, Росія. Входить до складу Обшиярського сільського поселення.

## Населення
Населення — 210 осіб (2010; 230 у 2002).
Національний склад (станом на 2002 рік):
- марі — 52 %
- росіяни — 42 %